# 盧英鉉
盧 英鉉（ノ・ヨンヒョン、朝鮮語: 노영현、1932年 - 1973年5月14日）は、大韓民国（通称：韓国）の下級公務員。後に第16代韓国大統領となる盧武鉉の長兄である。本貫は光州盧氏。

## 経歴
慶尚南道金海郡（現金海市）進永面烽下村に貧しい農家の長男として生まれる。釜山大学校法科大学を卒業し、当初は高等文官試験を目指すも、生活苦のために断念。家事を手伝いながら暮らす。1967年に下級公務員試験に合格。釜山直轄市（現釜山広域市）の中釜山税務局（釜山地方国税庁）に勤務し、司法試験合格を目指す弟・盧武鉉の生活を支えるも、在職中の1973年5月14日に交通事故で亡くなった。

## 親族
弟は盧武鉉のほか、同じく税務局で働き、のちに世宗証券売却不正事件で起訴・実刑判決を受けた盧建平がいる。

## 盧武鉉への影響
当時、烽下村で唯一の大学生であり、背が高く快活な盧英鉉は幼少時代の盧武鉉にとって憧憬と誇りの対象だった。1960年2月、韓国の初代大統領李承晩は全国の全ての学校に自らを賞賛する作文行事を開催するよう指示した。しかし、当時中学校1年生だった盧武鉉は「我らが大統領李承晩」との作文課題を白紙で返し、主任の教師に対して「（李承晩は）昔は独立運動をされた立派な方ですが、今は独裁政治をされている方です」と回答。誰に聞いたのかとの教師の問いに対して盧武鉉は「兄（盧英鉉）の話を聞きました」と答えた。盧英鉉が自宅に訪ねてきた友人たちと政治情勢について議論するのを盧武鉉は興味深く聴いており、そこから李承晩の堕落と暴政を詳しく知って李承晩政権に反感を抱くようになっていたのである。学校から「白紙で出すとは不敬だから、反省文を提出せよ」と厳しく叱責され盧武鉉は家に逃げ帰ったが、盧英鉉から「自分が正しいと思っているのならばそれを貫くべきなのに、どうして逃げるのか」と叱られた。盧武鉉は兄の言葉に従って反省文の提出を拒絶し、最終的にこの件は3.15不正選挙と四月革命をめぐる混乱で有耶無耶になった。また、貧しい家計を助けるため進学をあきらめていた盧武鉉に、地元の名門釜山商業高校への進学を勧めたのも盧英鉉だったという。